# Piramidología

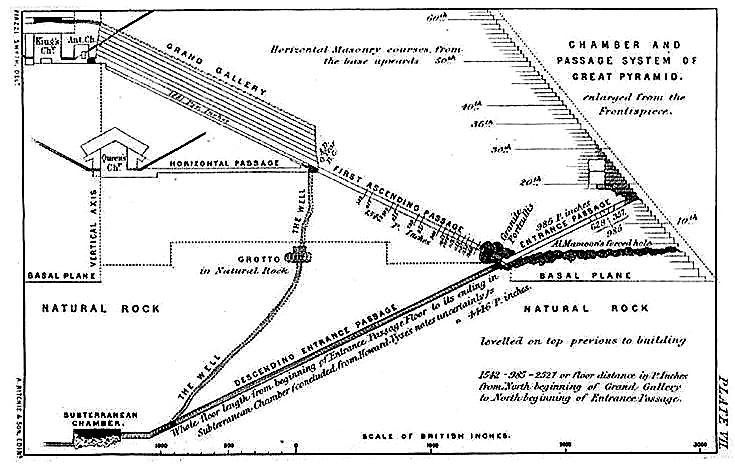
Charles Piazzi Smyth: Geometría de los pasajes de la Gran Pirámide.

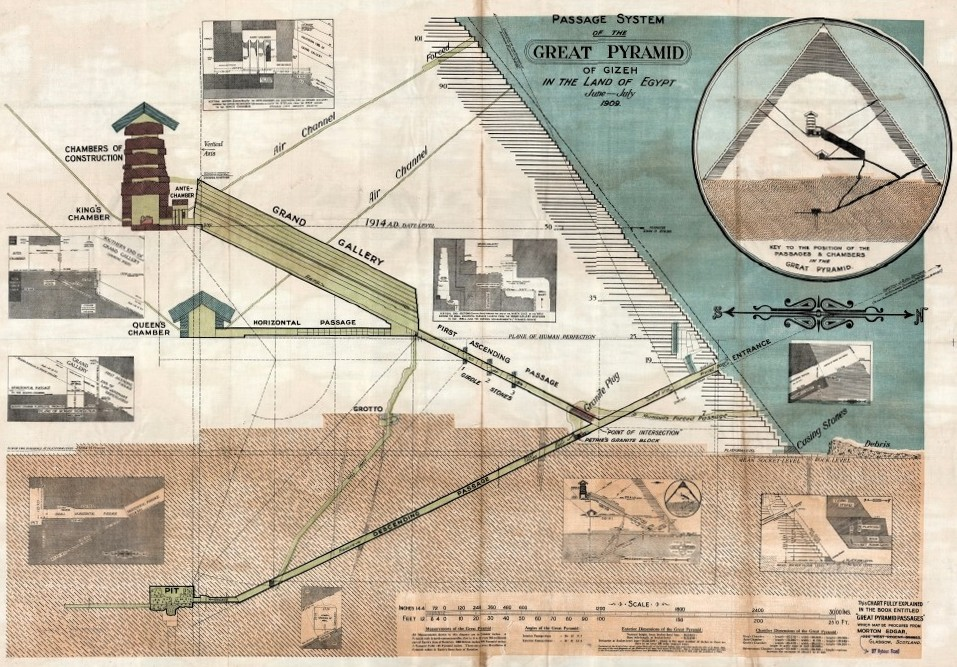
Profecías cronológicas de la Gran Pirámide: estandarte de lino encerado de 1910 que representa una sección transversal detallada de la Gran Pirámide de Giza, Egipto.

Piramidología es un término utilizado para referirse a varias especulaciones pseudocientíficas respecto a las pirámides, declaradas alternativas, que van contra las teorías y evidencias de la arqueología, la historia, la astronomía y otros campos de investigación científica. 

## Historia
La piramidología fue inventada en el siglo XIX por el librero John Taylor y el astrónomo Charles Piazzi Smyth, que pretendían demostrar que la Gran Pirámide era un calendario universal repleto de profecías. Piazzi Smyth, en Our Inheritance in the Great Pyramid (1864) expone algunas de las medidas de la Gran Pirámide y sus determinaciones cronológicas. Sólo acertó las «profecías» acontecidas con fechas anteriores a la edición de dicho libro.
En la década de 1970, Albert Slosman, en sus libros, exploró el tema de Atlantis y su conexión con Antiguo Egipto así como también la Piramidología. Para él, la Atlántida se echó a perder en las aguas, causando el diluvio, el 27 de julio de 9792 a. C., fecha que dedujo del estudio del Zodiaco de Dendera.
En 2010 sale la película la revelación de las pirámides, un documental basado en el libro homónimo de Jacques Grimault, que plantea una teoría que conecta las pirámides con varios monumentos antiguos, desde China hasta Perú, de Egipto a México.

## Descripción
La mayoría de estas especulaciones se refieren a las pirámides de Egipto y especialmente a la Pirámide de Khufu en Guiza. Sin embargo, los piramidólogos posteriores también se interesan por las estructuras monumentales de América precolombina (tales como Teotihuacán, la civilización maya mesoamericana, los incas de los Andes y los templos del sureste de Asia.
Los argumentos de la piramidología son considerados pseudociencia por la comunidad científica, que considera sus hipótesis como sensacionalistas, inexactas y totalmente carentes de análisis empíricos ni aplicación del método científico. Aun así, varios escritores cuyos trabajos especulativos consisten en el uso de relatos de esta naturaleza, han encontrado gran audiencia entre algunos sectores del público y sus libros puede alcanzar ventas considerables.
Los principales textos piramidológicos incluyen uno o más de los siguientes aspectos:
- Teorías pseudoarqueológicas, negando que las pirámides hayan sido construidas para servir como tumbas; explicaciones alternativas sobre la construcción de las pirámides, por ejemplo, el uso de tecnología antigravitatoria; hipótesis que no fueron construidas por humanos de la época sino quizá por extraterrestres, seres de la Atlántida, visitantes del futuro o de otras dimensiones, etc.
- Teorías numerológicas: acerca de que las medidas de la Gran Pirámide son esotéricamente significativas y que sus medidas geométricas contienen algunos mensajes codificados.
- Poder piramidal: creyendo que la pirámide, como figura geométrica, posee poderes sobrenaturales.

## En la cultura popular
Estas teorías se presentan en el Jungfrau Park, un parque de atracciones ubicado en Interlaken (cantón de Berna) que presenta enigmas arqueológicos en boga entre los partidarios de la hipótesis de los antiguos astronautas.